# Shanghai Shanggang Jituan Zuqiu Julebu 2020
Questa voce raccoglie le informazioni riguardanti lo Shanghai SIPG nelle competizioni ufficiali della stagione 2020.

## Maglie e sponsor
Lo sponsor tecnico per la stagione 2020 si riconferma la Nike mentre quello ufficiale rimane lo Shanghai Automotive Industry Corporation, a cui viene aggiunto sul petto Morris Garages in AFC Champions League. Sulla schiena e sulle maniche non vengono applicati sponsor nella coppa internazionale, mentre in campionato viene usato lo sponsor Roewe.
| Casa | Trasferta |

## Rosa
| N. |                    | Ruolo | Calciatore               |
| -- | ------------------ | ----- | ------------------------ |
| 1  | Cina (bandiera)    | P     | Yan Junling              |
| 2  | Cina (bandiera)    | D     | Zhang Wei                |
| 3  | Cina (bandiera)    | D     | Yu Rui                   |
| 4  | Cina (bandiera)    | D     | Wang Shenchao            |
| 5  | Cina (bandiera)    | D     | Shi Ke                   |
| 6  | Cina (bandiera)    | C     | Cai Huikang              |
| 7  | Austria (bandiera) | A     | Marko Arnautović         |
| 8  | Brasile (bandiera) | C     | Oscar                    |
| 9  | Brasile (bandiera) | A     | Ricardo Lopes            |
| 10 | Brasile (bandiera) | A     | Hulk                     |
| 11 | Cina (bandiera)    | A     | Lü Wenjun                |
| 12 | Cina (bandiera)    | A     | Li Haowen                |
| 13 | Cina (bandiera)    | D     | Wei Zhen                 |
| 14 | Cina (bandiera)    | A     | Li Shenglong             |
| 15 | Cina (bandiera)    | A     | Lin Chuangyi             |
| 16 | Cina (bandiera)    | C     | Murehemaitijiang Mozhapa |
| 17 | Cina (bandiera)    | C     | Zhang Huachen            |

| N. |                       | Ruolo | Calciatore    |
| -- | --------------------- | ----- | ------------- |
| 18 | Cina (bandiera)       | C     | Zhang Yi      |
| 20 | Cina (bandiera)       | C     | Yang Shiyuan  |
| 21 | Cina (bandiera)       | A     | Yu Hai        |
| 22 | Cina (bandiera)       | P     | Sun Le        |
| 23 | Cina (bandiera)       | D     | Fu Huan       |
| 24 | Cina (bandiera)       | A     | Lei Wenjie    |
| 25 | Uzbekistan (bandiera) | C     | Odil Ahmedov  |
| 28 | Cina (bandiera)       | D     | He Guan       |
| 29 | Cina (bandiera)       | D     | Nie Meng      |
| 31 | Cina (bandiera)       | C     | Xiao Mingjie  |
| 33 | Cina (bandiera)       | A     | Huang Zhenfei |
| 34 | Cina (bandiera)       | P     | Chen Wei      |
| 35 | Cina (bandiera)       | P     | Shi Xiaodong  |
| 36 | Cina (bandiera)       | D     | Yu Hao        |
| 37 | Cina (bandiera)       | C     | Chen Binbin   |
| 40 | Cina (bandiera)       | C     | Li Shenyuan   |

## Organigramma societario

### Area Tecnica
- Vítor Pereira - Allenatore
- Felipe Almeida - Vice allenatore
- Ian Walker - Allenatore dei portieri
- Xie Hui - Collaboratore tecnico
- Pedro Silva - Preparatore atletico
- Eduardo Santos - Fisioterapista
- Chen Yaodong - Direttore tecnico

## Calciomercato

### Sessione invernale
| Acquisti | Acquisti                 | Acquisti        | Acquisti                    |
| R.       | Nome                     | da              | Modalità                    |
| -------- | ------------------------ | --------------- | --------------------------- |
| D        | Yu Rui                   | Changchun Yatai | definitivo (2,6 milioni €)  |
| D        | Wei Lai                  | Nantong Zhiyun  | fine prestito               |
| C        | Murehemaitijiang Mozhapa | Tianjin Teda    | svincolato                  |
| C        | Xiao Kun                 | Suzhou Dongwu   | svincolato                  |
| C        | Wang Jiajie              | Kunshan         | fine prestito               |
| A        | Ricardo Lopes            | Jeonbuk Hyundai | definitivo (5,46 milioni €) |

| Cessioni | Cessioni    | Cessioni   | Cessioni |
| R.       | Nome        | a          | Modalità |
| -------- | ----------- | ---------- | -------- |
| A        | Hu Jinghang | Wuhan Zall | prestito |

### Sessione estiva
| Acquisti | Acquisti   | Acquisti | Acquisti                   |
| R.       | Nome       | da       | Modalità                   |
| -------- | ---------- | -------- | -------------------------- |
| C        | Aaron Mooy | Brighton | definitivo (4,5 milioni €) |

| Cessioni | Cessioni      | Cessioni                | Cessioni            |
| R.       | Nome          | a                       | Modalità            |
| -------- | ------------- | ----------------------- | ------------------- |
| D        | Wei Lai       | Nantong Zhiyun          | prestito (13.000 €) |
| D        | Li Shenyuan   | Inner Mongolia Zhongyou | prestito            |
| C        | Odil Akhmedov | Tianjin Teda            | prestito (62.000 €) |
| C        | Wang Jiajie   | Kunshan                 | svincolato          |
| C        | Gao Haisheng  | Guizhou Hengfeng        | prestito            |
| A        | Li Haowen     | Suzhou Dongwu           | prestito            |

## Risultati

### Chinese Super League
| Arbitro: | Zhenlu S. |

|             |           |                                          |
| Rong Hao 6’ | Marcatori | 40’, 64’ Ricardo Lopes 44’ Wang Shenchao |

| Arbitro: | Haixin L. |

|                                                      |           |  |
| Marko Arnautović 45+1’, 48’ Ricardo Lopes 72’, 90+4’ | Marcatori |  |

| Arbitro: | Zhang Lei |

|                      |           |                  |
| Wang Dong 71’ (Rig.) | Marcatori | 88’ (Rig.) Oscar |

| Arbitro: | Jin J. |

|                                       |           |                    |
| Marko Arnautović 78’ Oscar 88’ (Rig.) | Marcatori | 25’ Zhang Chenglin |

| Arbitro: | Zhang Lei |

|          |           |                 |
| Hulk 69’ | Marcatori | 50’ Zang Yifeng |

| Suzhou 22 agosto 2020, ore 19:00 UTC+8 6ª giornata                               | Beijing Guoan | 1 – 2 referto               | Shanghai SIPG | Stadio Suzhou City Sports Centre (1 588 spett.) |
| \| \| \| \| \| Cédric Bakambu 14’ \| Marcatori \| 27’ Wang Shenchao 76’ Oscar \| |               |                             |               |                                                 |
|                                                                                  |               |                             |               |                                                 |
| Cédric Bakambu 14’                                                               | Marcatori     | 27’ Wang Shenchao 76’ Oscar |               |                                                 |

| Arbitro: | Haixin L. |

|                                                  |           |  |
| Marko Arnautović 18’ Wang Shenchao 20’ Oscar 66’ | Marcatori |  |

| Arbitro: | Zhang L. |

|                                                                 |           |                    |
| Odil Ahmedov 29’ Hulk 45’ Marko Arnautović 72’ Oscar 82’ (Rig.) | Marcatori | 90+2’ Honglue Zhao |

| Arbitro: | Wei L. |

|                               |           |  |
| Wang Qiuming 45’ Marcão 90+5’ | Marcatori |  |

| Arbitro: | Jin J. |

|                                 |           |                         |
| Marko Arnautović 45+1’ Hulk 46’ | Marcatori | 85’ Romain Alessandrini |

| Arbitro: | Zhang Lei |

|                  |           |                                     |
| Eddy Gnahoré 80’ | Marcatori | 59’ Marko Arnautović 71’ Aaron Mooy |

| Arbitro: | Shi Z. |

|  |           |                 |
|  | Marcatori | 72’ (Rig.) Hulk |

| Arbitro: | Lei Zhang |

|                 |           |  |
| Hulk 44’ (Rig.) | Marcatori |  |

| Arbitro: | Haixin Li |

|                   |           |  |
| Yuan Mincheng 38’ | Marcatori |  |

### Gruppo campioni

#### Quarti di finale
| Shanghai 18 ottobre 2020, ore 19:00 UTC+8 Andata | Shanghai Shenhua | 0 – 0 referto | Shanghai SIPG | Stadio Suzhou City Sports Centre (5 218 spett.)\| Arbitro: \| Baolong G. \| |
| Arbitro:                                         | Baolong G.       |               |               |                                                                             |

| Arbitro: | Ning M. |

|                                                          |                      |                                                               |
| Hulk 55’ (Rig.)                                          | Marcatori            | 90+1’ Sun Shilin                                              |
| Hulk Aaron Mooy Lü Wenjun Murehemaitijiang Mozhapa Oscar | Tiri di rigore 5 – 4 | Giovanni Moreno Miller Bolaños Cao Yunding Xu Yang Sun Shilin |

#### Semifinale
| Arbitro: | Kim H. |

|                   |           |                        |
| Alex Teixeira 55’ | Marcatori | 81’ (A.g.) Zhang Cheng |

| Arbitro: | Baolong G. |

|                  |           |                         |
| Yang Shiyuan 25’ | Marcatori | 78’ Wu Xi 107’ Luo Jing |

#### Finale terzo/quarto posto
| Arbitro: | Ko Hyung-Jin |

|                       |           |                                     |
| Guo Quanbo 90’ (A.g.) | Marcatori | 27’ Cédric Bakambu 51’ Chi Zhongguo |

| Arbitro: | Baolong G. |

|          |           |                   |
| Alan 31’ | Marcatori | 47’ Ricardo Lopes |

### Coppa della Cina

#### Primo Turno
| Kunshan 19 settembre 2020, ore 14:00 UTC+8                                                              | Shanghai SIPG | 3 – 2 referto                 | Chongqing Lifan | Stadio Kunshan Sports Center Stadium (0 spett.) |
| \| \| \| \| \| Yu Hai 34’ Oscar 45+1’ Li Shenglong 74’ \| Marcatori \| 52’ Marcinho 54’ Dong Honglin \| |               |                               |                 |                                                 |
| |               |                               |                 |                                                 |
| Yu Hai 34’ Oscar 45+1’ Li Shenglong 74’                                                                 | Marcatori     | 52’ Marcinho 54’ Dong Honglin |                 |                                                 |

#### Secondo Turno
| Arbitro: | Huang Yi |

|  |           |                                                                       |
|  | Marcatori | 30’ Yang Chaosheng 39’ Tan Long 56’ Serginho 75’ Memet-Raim Memet-Ali |

### AFC Champions League

#### Turni preliminari
| Shanghai 28 gennaio 2020, ore 19:00 UTC+8:00 Play-off                                       | Shanghai SIPG | 3 – 0 referto | Buriram Utd | Yuanshen Sports Centre Stadium (0 spett.) |
| \| \| \| \| \| Li Shenglong 73’ Marko Arnautović 90+3’ Hulk 90+6’ (Rig.) \| Marcatori \| \| |               |               |             |                                           |
|                                                                                             |               |               |             |                                           |
| Li Shenglong 73’ Marko Arnautović 90+3’ Hulk 90+6’ (Rig.)                                   | Marcatori     |               |             |                                           |

#### Fase a gironi
| Arbitro: | Al Jassim A. |

|                   |           |                       |
| Trent Buhagiar 8’ | Marcatori | 63’, 79’ Li Shenglong |

| Arbitro: | Al-Jeneibi A. |

|             |           |                               |
| Gustavo 24’ | Marcatori | 11’ Lü Wenjun 82’ (Rig.) Hulk |

| Arbitro: | Ali Q. |

|  |           |               |
|  | Marcatori | 90’ Jun Amano |

| Arbitro: | Mohammed Abdulla Hassan M. |

|                |           |                                   |
| Ado Onaiwu 21’ | Marcatori | 14’ Cai Huikang 55’ Ricardo Lopes |

| Arbitro: | Al Khudair T. |

|  |           |                                                             |
|  | Marcatori | 28’ Alex Wilkinson 33’ Luke Brattan 57’, 60’ Trent Buhagiar |

| Arbitro: | Bonyadifard M. |

|  |           |                              |
|  | Marcatori | 16’, 32’ (Rig.) Cho Gue-sung |

#### Fase a eliminazione diretta
| Arbitro: | Beath C. |

|                                    |           |  |
| Andrés Iniesta 31’ Daigo Nishi 50’ | Marcatori |  |

## Statistiche

### Statistiche di squadra
| Competizione         | Punti | In casa | In casa | In casa | In casa | In casa | In casa | In trasferta | In trasferta | In trasferta | In trasferta | In trasferta | In trasferta | Totale | Totale | Totale | Totale | Totale | Totale | DR  |
| Competizione         | Punti | G       | V       | N       | P       | Gf      | Gs      | G            | V            | N            | P            | Gf           | Gs           | G      | V      | N      | P      | Gf     | Gs     | DR  |
| -------------------- | ----- | ------- | ------- | ------- | ------- | ------- | ------- | ------------ | ------------ | ------------ | ------------ | ------------ | ------------ | ------ | ------ | ------ | ------ | ------ | ------ | --- |
| Super League         | 32    | 10      | 6       | 2       | 2       | 20      | 9       | 10           | 4            | 4            | 2            | 11           | 9            | 20     | 10     | 6      | 4      | 31     | 18     | +13 |
| Coppa di Cina        | -     | 2       | 1       | 0       | 1       | 3       | 6       | 0            | 0            | 0            | 0            | 0            | 0            | 2      | 1      | 0      | 1      | 3      | 6      | -3  |
| AFC Champions League | 12    | 4       | 1       | 0       | 3       | 3       | 7       | 4            | 3            | 0            | 1            | 6            | 5            | 8      | 4      | 0      | 4      | 9      | 12     | -3  |
| Totale               | 44    | 16      | 8       | 2       | 6       | 26      | 22      | 14           | 7            | 4            | 3            | 21           | 14           | 30     | 15     | 6      | 9      | 44     | 36     | +7  |

### Andamento in campionato
| Giornata  | 1 | 2 | 3 | 4 | 5 | 6 | 7 | 8 | 9 | 10 | 11 | 12 | 13 | 14 |
| --------- | - | - | - | - | - | - | - | - | - | -- | -- | -- | -- | -- |
| Luogo     | T | C | T | C | C | T | C | C | T | C  | T  | T  | C  | T  |
| Risultato | V | V | N | V | N | V | V | V | P | V  | V  | V  | V  | P  |
| Posizione | 1 | 1 | 2 | 2 | 2 | 1 | 1 | 1 | 1 | 1  | 1  | 1  | 1  | 1  |

Fonte:  CSL 2020, su it.soccerway.com.
Legenda:

Luogo: C = Casa; T = Trasferta. Risultato: V = Vittoria; N = Pareggio; P = Sconfitta.

### Statistiche dei giocatori
Sono in corsivo i calciatori che hanno lasciato la società a stagione in corso.
| Giocatore                | Super League | Super League | Super League | Super League | Coppa di Cina | Coppa di Cina | Coppa di Cina | Coppa di Cina | AFC Champions League | AFC Champions League | AFC Champions League | AFC Champions League | Totale   | Totale | Totale      | Totale     |
| Giocatore                | Presenze     | Reti         | Ammonizioni  | Espulsioni   | Presenze      | Reti          | Ammonizioni   | Espulsioni    | Presenze             | Reti                 | Ammonizioni          | Espulsioni           | Presenze | Reti   | Ammonizioni | Espulsioni |
| ------------------------ | ------------ | ------------ | ------------ | ------------ | ------------- | ------------- | ------------- | ------------- | -------------------- | -------------------- | -------------------- | -------------------- | -------- | ------ | ----------- | ---------- |
| Odil Ahmedov             | 8            | 1            | 0            | 0            | -             | -             | -             | -             | 0+1                  | 0                    | 0                    | 0                    | 9        | 1      | 0           | 0          |
| Marko Arnautović         | 13+5         | 7            | 2            | 0            | 1             | 0             | 0             | 0             | 0+1                  | 1                    | 0                    | 0                    | 20       | 8      | 2           | 0          |
| Cai Huikang              | 5+3          | 0            | 1            | 0            | 0             | 0             | 0             | 0             | 3+1                  | 1                    | 0                    | 0                    | 12       | 1      | 1           | 0          |
| Chen Binbin              | 10+3         | 0            | 3            | 0            | 1             | 0             | 0             | 0             | 7+1                  | 0                    | 1                    | 0                    | 22       | 0      | 4           | 0          |
| Chen Chunxin             | 0            | 0            | 0            | 0            | -             | -             | -             | -             | 1                    | 0                    | 0                    | 0                    | 1        | 0      | 0           | 0          |
| Chen Wei                 | 1+6          | -8           | 1            | 0            | 0             | 0             | 0             | 0             | 6+1                  | -10                  | 1                    | 0                    | 14       | -18    | 2           | 0          |
| Fu Huan                  | 11+6         | 0            | 6            | 0            | 0             | 0             | 0             | 0             | 5+1                  | 0                    | 2                    | 0                    | 23       | 0      | 8           | 0          |
| Guo Tong                 | 0            | 0            | 0            | 0            | -             | -             | -             | -             | 0                    | 0                    | 0                    | 0                    | 0        | 0      | 0           | 0          |
| He Guan                  | 11+6         | 0            | 0            | 0            | 1             | 0             | 0             | 0             | 6                    | 0                    | 1                    | 0                    | 24       | 0      | 1           | 0          |
| Huang Wenzhuo            | -            | -            | -            | -            | 1             | 0             | 0             | 0             | -                    | -                    | -                    | -                    | 1        | 0      | 0           | 0          |
| Huang Zhenfei            | -            | -            | -            | -            | 1             | 0             | 0             | 0             | -                    | -                    | -                    | -                    | 1        | 0      | 0           | 0          |
| Hulk                     | 10+6         | 6            | 2            | 0            | 1             | 0             | 0             | 0             | 3+1                  | 2                    | 0                    | 0                    | 21       | 8      | 2           | 0          |
| Jia Boyan                | 1            | 0            | 0            | 0            | 0             | 0             | 0             | 0             | -                    | -                    | -                    | -                    | 1        | 0      | 0           | 0          |
| Lei Wenjie               | 2            | 0            | 0            | 0            | 0             | 0             | 0             | 0             | 5                    | 0                    | 0                    | 0                    | 7        | 0      | 0           | 0          |
| Li Haowen                | -            | -            | -            | -            | 1             | 0             | 0             | 0             | -                    | -                    | -                    | -                    | 1        | 0      | 0           | 0          |
| Li Shenglong             | 11+6         | 0            | 4            | 0            | 1             | 1             | 0             | 0             | 7+1                  | 3                    | 0                    | 0                    | 26       | 4      | 4           | 0          |
| Li Shenyuan              | -            | -            | -            | -            | 1             | 0             | 1             | 0             | -                    | -                    | -                    | -                    | 1        | 0      | 1           | 0          |
| Liang Kun                | -            | -            | -            | -            | 0             | 0             | 0             | 0             | -                    | -                    | -                    | -                    | 0        | 0      | 0           | 0          |
| Lin Chuangyi             | 10+1         | 0            | 2            | 0            | 1             | 0             | 0             | 0             | 4                    | 0                    | 0                    | 0                    | 16       | 0      | 2           | 0          |
| Liu Zhurun               | -            | -            | -            | -            | -             | -             | -             | -             | 1                    | 0                    | 0                    | 0                    | 1        | 0      | 0           | 0          |
| Ricardo Lopes            | 14+3         | 5            | 1            | 0            | 1             | 0             | 0             | 0             | 6                    | 1                    | 1                    | 0                    | 24       | 6      | 2           | 0          |
| Lü Wenjun                | 14+6         | 0            | 1            | 0            | 1             | 0             | 0             | 0             | 6+1                  | 1                    | 0                    | 0                    | 28       | 1      | 1           | 0          |
| Mao Rui                  | -            | -            | -            | -            | 0             | 0             | 0             | 0             | -                    | -                    | -                    | -                    | 0        | 0      | 0           | 0          |
| Aaron Mooy               | 4+6          | 1            | 0            | 2            | 1             | 0             | 0             | 0             | 6                    | 0                    | 0                    | 0                    | 17       | 1      | 0           | 2          |
| Murehemaitijiang Mozhapa | 11+5         | 0            | 2            | 1            | 1             | 0             | 0             | 0             | 7+1                  | 0                    | 0                    | 0                    | 25       | 0      | 2           | 1          |
| Nie Meng                 | -            | -            | -            | -            | 1             | 0             | 0             | 0             | -                    | -                    | -                    | -                    | 1        | 0      | 0           | 0          |
| Oscar                    | 12+4         | 5            | 3            | 0            | 1             | 1             | 0             | 0             | 5+1                  | 0                    | 1                    | 0                    | 23       | 6      | 4           | 0          |
| Peng Hao                 | -            | -            | -            | -            | -             | -             | -             | -             | 1                    | 0                    | 0                    | 0                    | 1        | 0      | 0           | 0          |
| Shang Wenjie             | -            | -            | -            | -            | 1             | 0             | 0             | 0             | -                    | -                    | -                    | -                    | 1        | 0      | 0           | 0          |
| Shi Jian                 | -            | -            | -            | -            | 0             | 0             | 0             | 0             | -                    | -                    | -                    | -                    | 0        | 0      | 0           | 0          |
| Shi Ke                   | 10+4         | 0            | 1            | 0            | 1             | 0             | 0             | 0             | 0+1                  | 0                    | 1                    | 0                    | 16       | 0      | 2           | 0          |
| Sun Guan'ou              | -            | -            | -            | -            | 1             | 0             | 0             | 0             | -                    | -                    | -                    | -                    | 1        | 0      | 0           | 0          |
| Sun Jiazheng             | -            | -            | -            | -            | 1             | -4            | 0             | 0             | -                    | -                    | -                    | -                    | 1        | -4     | 0           | 0          |
| Sun Le                   | 0            | 0            | 0            | 0            | -             | -             | -             | -             | 1                    | -2                   | -                    | -                    | 1        | -2     | 0           | 0          |
| Tian Hubo                | -            | -            | -            | -            | 0             | 0             | 0             | 0             | -                    | -                    | -                    | -                    | 0        | 0      | 0           | 0          |
| Wang Shenchao            | 13+6         | 3            | 2            | 0            | 0             | 0             | 0             | 0             | 6                    | 0                    | 0                    | 0                    | 25       | 3      | 2           | 0          |
| Wei Lai                  | -            | -            | -            | -            | 1             | 0             | 0             | 0             | -                    | -                    | -                    | -                    | 1        | 0      | 0           | 0          |
| Wei Zhen                 | 11+5         | 0            | 1            | 1            | 1             | 0             | 0             | 0             | 6                    | 0                    | 1                    | 0                    | 23       | 0      | 2           | 1          |
| Xiao Mingjie             | -            | -            | -            | -            | 1             | 0             | 1             | 0             | -                    | -                    | -                    | -                    | 1        | 0      | 1           | 0          |
| Yan Junling              | 13+1         | -10          | 1            | 0            | 1             | -2            | 0             | 0             | 1                    | 0                    | 0                    | 0                    | 16       | -12    | 1           | 0          |
| Yang Shiyuan             | 10+2         | 1            | 4            | 0            | 0             | 0             | 0             | 0             | 7                    | 0                    | 1                    | 0                    | 19       | 1      | 5           | 0          |
| Ye Shanqing              | -            | -            | -            | -            | 0             | 0             | 0             | 0             | -                    | -                    | -                    | -                    | 0        | 0      | 0           | 0          |
| Yu Hai                   | 8+3          | 0            | 1            | 0            | 1             | 1             | 1             | 0             | 5+1                  | 0                    | 1                    | 0                    | 18       | 1      | 3           | 0          |
| Yu Hao                   | -            | -            | -            | -            | 1             | 0             | 0             | 0             | -                    | -                    | -                    | -                    | 1        | 0      | 0           | 0          |
| Yu Rui                   | 4+1          | 0            | 1            | 0            | -             | -             | -             | -             | 5                    | 0                    | 1                    | 0                    | 10       | 0      | 2           | 0          |
| Zhang En'ge              | -            | -            | -            | -            | 1             | 0             | 1             | 0             | -                    | -                    | -                    | -                    | 1        | 0      | 1           | 0          |
| Zhang Huachen            | -            | -            | -            | -            | 1             | 0             | 0             | 0             | -                    | -                    | -                    | -                    | 1        | 0      | 0           | 0          |
| Zhang Muzi               | -            | -            | -            | -            | 1             | 0             | 0             | 0             | -                    | -                    | -                    | -                    | 1        | 0      | 0           | 0          |
| Zhang Wei                | 2+4          | 0            | 0            | 1            | 1             | 0             | 1             | 0             | 0                    | 0                    | 0                    | 0                    | 7        | 0      | 1           | 1          |
| Zhang Yi                 | 0            | 0            | 0            | 0            | -             | -             | -             | -             | 1                    | 0                    | 1                    | 0                    | 1        | 0      | 1           | 0          |